# آلبرت کیرشنر
آلبرت کیرشنر (آلمانی: Albert Kirchner؛ ۸ سپتامبر ۱۸۶۰ – ۱۱ مه ۱۹۰۲) که بیشتر با نام مستعار لئار (Léar) شناخته می‌شود، عکاس، کارگردان، فیلم‌ساز، تولیدکننده، و نمایشگاه‌دار اهل فرانسه بود که به خاطر ساخت چندین فیلم مذهبی و اروتیک مشهور است. او توسط اوژن پیرو، فیلم‌ساز و عکاس فرانسوی استخدام شد. کیرشنر اولین فیلم اروتیک شناخته‌شده را با نام مخمصه داماد (یا زمان خواب برای عروس) در سال ۱۸۹۶ کارگردانی کرد که در آن بازیگر زن، لوئیز ویلی حضور داشت.